# Gustavo Alessandri Bascuñán
Gustavo Alessandri Bascuñán (12 de diciembre de 1984) es un abogado y político chileno. Desde 2016 se desempeña como alcalde de la comuna de Zapallar, luego de haber sido concejal de Puente Alto entre 2012 y 2016. Es independiente, apoyado por el partido Renovación Nacional (RN).

## Biografía
Nació en Santiago el 12 de diciembre de 1984. Es hijo del empresario y político Gustavo Alessandri Balmaceda (RN) y de Soledad Bascuñán, su abuelo paterno fue el exdiputado y alcalde Gustavo Alessandri Valdés. Está casado con Bernardita Ferrada Montero y es padre de tres hijos (Bernardita, Gustavo y Pedro).  
Realizó sus estudios primarios y secundarios en el colegio Sagrados Corazones de Manquehue entre 1989 y 2003, donde fue presidente del centro de alumnos entre 2002 y 2003. 
Posteriormente continuó sus estudios superiores de Derecho en la Universidad Finis Terrae entre 2004 y 2008, donde se tituló como abogado. En dicha facultad fue presidente del centro de alumnos por el periodo 2007-2008.
Desde 2002 se dedicó a la agricultura en diversas regiones de nuestro país. 
Como profesional se desempeñó en la Subsecretaría de Prevención del Delito entre 2010 y 2011. Trabajó entre 2011 y 2014 como abogado en el Sistema de Empresas Públicas (SEP). En 2014 forma, junto a otros profesionales, la comunidad jurídica “Alessandri, Bossart, Pacheco y Cia”. 

## Trayectoria política

### Inicios
En el ámbito político, sus primeros pasos los dio desde muy pequeño, donde participó en diversas campañas políticas de su padre y su abuelo. En 2012 cuando decide ser candidato a concejal en las elecciones municipales de ese año por la comuna de Puente Alto, resultando electo. En este periodo durante se enfocó en el ámbito social, trabajar con organizaciones comunitarias y sociales.[cita requerida]  Además fue parte del consejo de seguridad de la comuna de Puente Alto. 

### Alcalde
En las elecciones municipales de 2016 fue electo alcalde de la comuna de Zapallar. Durante su administración, se creó la primera oficina antinarcótico municipal y adquirió un terreno de 33 hectáreas para realizar un parque municipal y viviendas sociales, entre otros.
Fue reelecto en las elecciones municipales de 2021 con un 59,7% de los votos. En este segundo periodo, se logró que se impartiera cuarto medio en Catapilco. De esta manera se logra que todos los establecimientos educacionales de la comuna tengan enseñanza media. También, en su mandato se construyó el Centro de Salud Familiar (Cesfam) de Catapilco y el complejo deportivo de Cachagua.  
En 2021, Alessandri asumió la presidencia de la Asociación de Municipalidades de Chile (AMUCH). Desde entonces, ha promovido iniciativas relacionadas con la crisis de seguridad que afecta al país. Ha apoyado un proyecto de ley orientado a otorgar facultades, derechos y protección a los municipios y sus funcionarios en materia de seguridad, en labores preventivas y de colaboración con Carabineros. También ha participado en seminarios nacionales e internacionales sobre seguridad, donde presentó una propuesta para crear una Fuerza de Tarea con el objetivo de enfrentar a las bandas del crimen organizado presentes en el país. En el ámbito educativo, Alessandri se manifestó a favor de postergar la implementación de los Servicios Locales de Educación Pública (SLEP), argumentando la necesidad de realizar auditorías para abordar los efectos negativos que estas políticas han generado en la calidad de la educación y en la asistencia escolar. 
Fue nuevamente reelecto como alcalde de Zapallar en las elecciones de 2024. 
En mayo de 2025, Alessandri dejó la presidencia de la AMUCH (aunque se mantuvo en la mesa directiva) y asumió como presidente de la Asociación Chilena de Municipalidades (AChM), otra organización municipal.

## Reconocimientos
- Premio Alcalde Solidario e Incluyente de Latinoamérica 2019[4]

## Historial electoral

### Elecciones municipales de 2012
- Elecciones municipales de 2012 por el concejo municipal de Puente Alto

| Candidato                      | Pacto         | Partido | Votos | %     | Resultado |
| ------------------------------ | ------------- | ------- | ----- | ----- | --------- |
| Emardo Hantelmann Godoy        | Coalición     | RN      | 15190 | 15,93 | Concejal  |
| Bernardita Paul Ossandón       | Coalición     | RN      | 11294 | 11,84 | Concejal  |
| María Teresa Alvear Valenzuela | Nueva Mayoría | PDC     | 7219  | 7,57  | Concejal  |
| Carmen Andrade Lara            | Nueva Mayoría | PS      | 6869  | 7,2   | Concejal  |
| Fernando Madrid Catalán        | Nueva Mayoría | PPD     | 3084  | 3,23  | Concejal  |
| César Bunster Ariztía          | Nueva Mayoría | PC      | 2816  | 2,95  | Concejal  |
| Luis Escanilla Benavides       | Nueva Mayoría | PS      | 2441  | 2,56  | Concejal  |
| Gustavo Alessandri Bascuñán    | Coalición     | UDI     | 2346  | 2,46  | Concejal  |
| Juan Marticorena Franco        | Coalición     | RN      | 1841  | 1,93  | Concejal  |
| Alfredo Villavicencio Clavero  | Coalición     | RN      | 1750  | 1,83  | Concejal  |

### Elecciones municipales de 2016
- Elecciones municipales de 2016, por la alcaldía de Zapallar[5]

| Candidato                   | Pacto         | Partido | Votos | %     | Resultado |
| --------------------------- | ------------- | ------- | ----- | ----- | --------- |
| Gustavo Alessandri Bascuñán | Chile Vamos   | Ind-UDI | 2045  | 50,00 | Alcalde*  |
| Carolina Letelier Riumallo  | Nueva Mayoría | PDC     | 2045  | 50,00 |           |

*En estas elecciones, Alessandri ganó luego de que un voto nulo cambiara a un voto a favor suyo, confirmado por el Tribunal Electoral de la Región de Valparaíso.

### Elecciones municipales de 2021
- Elecciones municipales de 2021, por la alcaldía de Zapallar[7]

| Candidato                   | Pacto         | Partido | Votos | %     | Resultado |
| --------------------------- | ------------- | ------- | ----- | ----- | --------- |
| Gustavo Alessandri Bascuñán | Chile Vamos   | Ind-RN  | 3709  | 59,29 | Alcalde   |
| Guillermo Marcone Osorio    | Independiente | Ind.    | 2547  | 40,71 |           |